# Corydoras steindachneri
Corydoras steindachneri är en fiskart som beskrevs av Isaac J.H. Isbrücker och Nijssen, 1973. Corydoras steindachneri ingår i släktet Corydoras och familjen Callichthyidae. Inga underarter finns listade i Catalogue of Life.